# Fernando Fresno
Fernando Gómez-Pamo del Fresno (Madrid, 31 de mayo de 1881-Madrid, 28 de abril de 1949) fue un caricaturista y actor español.

## Biografía

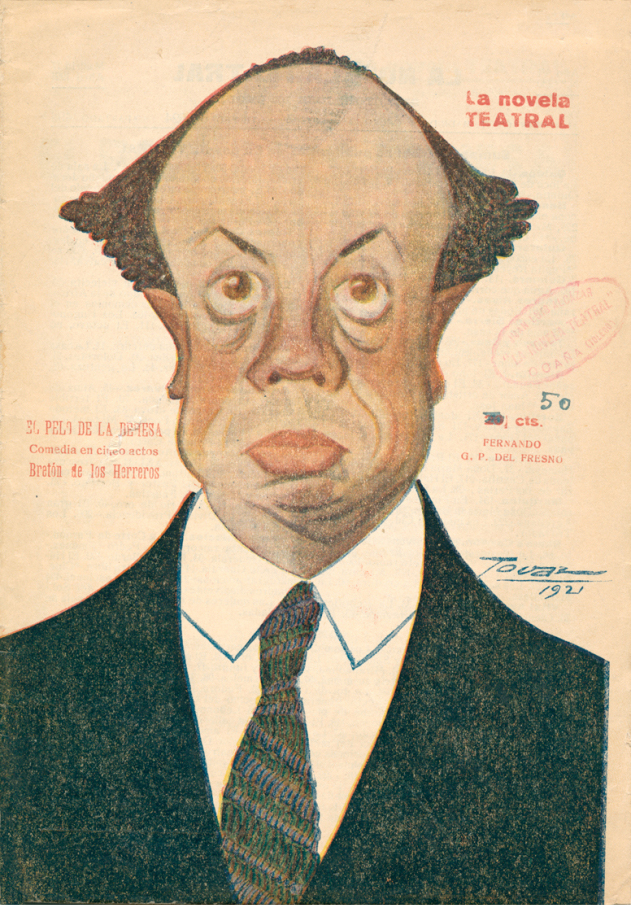
Caricaturizado por Tovar (1921)

Nació en 1881 en Madrid, el día 31 de mayo, hijo de Juan Ramón Gómez Pamo. Después de estudiar Farmacia en la Universidad Central de Madrid, a partir de 1912 se enfocó en los escenarios de teatro.
Su carrera como actor cinematográfico abarcó una veintena de títulos entre las décadas de 1920 a 1940, entre los que pueden destacarse Currito de la Cruz (1926), Raza (1941), Canelita en rama (1942), El fantasma y Doña Juanita (1945), La pródiga (1946), El crimen de Pepe Conde (1946), Mar abierto (1946), Dulcinea (1947) y La dama del armiño (1947).
Sin embargo tuvo más éxito como caricaturista, colaborando en publicaciones periódicas como Blanco y Negro y ABC. Padre de la actriz Maruchi Fresno, fue condecorado con la cruz de Alfonso X el Sabio.
Fresno, que residió en Argentina durante la guerra civil, falleció en su domicilio del número 28 de la madrileña calle de Santa Isabel el 28 de abril de 1949 y fue enterrado en la Sacramental de San Lorenzo.